# طسوج علیا
طسوج علیا، روستایی از توابع بخش چرام شهرستان کهگیلویه در استان کهگیلویه و بویراحمد ایران است.

## جمعیت
این روستا در دهستان چرام قرار دارد و براساس سرشماری مرکز آمار ایران در سال ۱۳۸۵، جمعیت آن ۵۱ نفر (۸خانوار) بوده‌است.